# Park Narodowy Himalajów
Park Narodowy Himalajów (ang. Himalaya National Park; urdu: هِمَالـَيَه قـَوْمِى پـَارْک) – park narodowy w regionie Gilgit-Baltistan w północnym Pakistanie, w obszarze zachodnich Himalajów, utworzony w 2021 roku. Zajmuje powierzchnię 226300 ha. 
Ochroną objęto tu obszary piętra alpejskiego i subalpejskiego, zamieszkiwane m.in. przez piżmowca, koziorożca syberyjskiego, kotka bengalskiego, kunę domową, olśniaka himalajskiego, ułara himalajskiego, góropatwę azjatycką, sępa himalajskiego i krogulca zwyczajnego. 
Do dominujących rodzajów flory zaliczają się brzozy, wierzby, jałowce, pięciorniki, bylice i inne.